# San Felipe (Guanajuato)
Pour les articles homonymes, voir San Felipe.
San Felipe connue familièrement sous le nom de « San Felipe Torres Mochas », est une ville et une municipalité mexicaine située dans la région nord-ouest de l'état de Guanajuato.